# تار عنکبوت (فیلم کره جنوبی ۲۰۲۳)
تارعنکبوت (کره‌ای: 거미집) فیلم تاریخی کمدی سیاه درام سال ۲۰۲۳ کره جنوبی به کارگردانی کیم جی وون و با بازی سونگ کانگ هو، ایم سو جونگ، اوه جونگ سه، جون یو بین و کریستان جونگ است. این فیلم در ۲۷ سپتامبر ۲۰۲۳ در سینماها همزمان با تعطیلات کره‌ای به نمایش درآمد.

## بازیگران

### اصلی
- سونگ کانگ هو در نقش کارگردان کیم[۸]
- ایم سو جونگ در نقش لی مین می[۹]
- اوه جونگ سه در نقش کانگ هو سه[۱۰]
- جون یو بین در نقش شین می دو[۱۱]
- کریستال جونگ در نقش هان یو ریم[۱۲]